# 주공 단

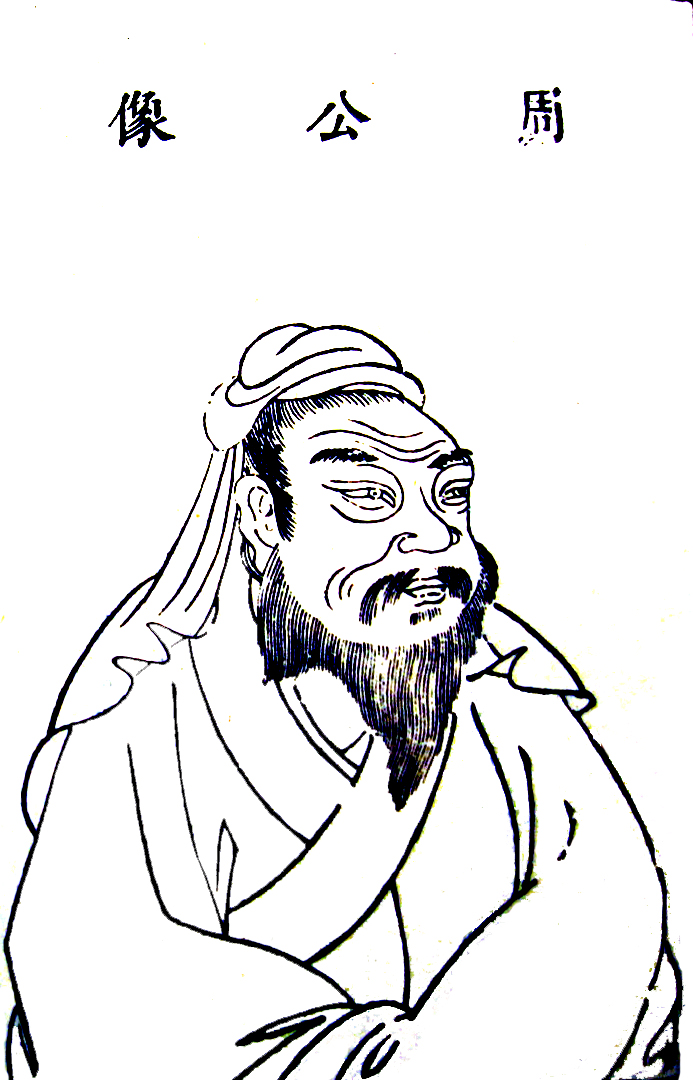
주 문공 희단

주공 단(周公 旦)은 주나라의 정치가다. 그는 문왕의 아들이자 무왕의 동생이다. 성은 희(姬), 이름은 단(旦), 시호는 문공(文公)이다. 아들이 노나라의 제후로 봉해진 이래 노의 시조로서 받들었다. 통칭은 주공(周公)이라고 한다.
그는 형인 무왕을 보좌하였고, 무왕 사후 그의 어린 아들인 성왕을 보좌하고 주나라 건국 이후 불안한 정국을 안정시켰다. 그는 강태공, 소공 석과 함께 주의 창업 공신 가운데 한 사람이다.

## 생애
형인 무왕을 도와 은나라를 토벌한 공으로, 주의 성립 뒤에 곡부(曲阜)에 봉해져 노공이 되었다. 이때 봉토로 받을 땅이 남아있지 않아서 제(齊)로부터 땅을 떼어 받았다고 한다. 주공 자신은 천하가 아직 안정되지 않았다는 이유로 봉지로 가지 않고 대신 아들인 백금(伯禽)에게 주어 통치하게 하고 자신은 호경(鎬京)으로 돌아와 성왕(成王)을 보좌하여 주공이 되었다.
앞서 무왕이 주를 개창한 지 얼마 되지 않아 병을 얻어 위독해졌을 때, 주공은 한탄하며 자신의 목숨을 내놓겠으니 무왕의 병을 낫게 해달라고 하늘에 기원하였다고 한다. 무왕은 일시 병을 회복하는 듯 하다가 결국 사망하고, 무왕의 어린 아들이 성왕으로 즉위하자 형제인 연의 소공 석과 함께 섭정이 되었다.
이 와중에 옛 은의 제신(帝辛)의 아들 무경(武庚)이 문공의 형(문왕의 셋째 아들)인 관숙 선(管叔鮮)과 동생(문왕의 다섯째 아들)인 채숙 도(蔡叔度) 등을 꾀어 문공의 섭정에 불만을 품고 반란을 일으켰다(관채의 난). 문공은 난을 토벌하고 무경과 관숙 선을 주벌한 뒤, 채숙 도는 그의 아들 중호(仲胡)로 교체한 뒤 유배함으로써, 반란을 수습하였다.
7년 뒤 성인이 된 성왕에게 정권을 돌려주고 제후의 지위로 돌아간 후, 문공은 지금의 낙양인 낙읍(雒邑)에 자리를 잡고 주의 부도(副都)를 세웠다.
또한 문공은 예악의 기초를 만든 인물로 알려져 있다. 팔괘의 효(爻)를 해설하여 역경을 완성했으며 주의 의식과 의례를 정리해 《주례(周禮)》와 《의례(儀禮)》을 저술했으며, 문공의 시대에서 약 500년이 지난 춘추 시대의 인물로 유학을 정립한 공자(孔子)는 노의 수도였던 곡부 출신으로서 문공을 이상적인 성인으로서 꿈에서도 그를 보고 싶어할 정도로 경모하여, "오랫동안 꿈에서 주공을 뵙지 못했다(吾不復夢見周公)"고 말하며 "나도 이제 늙어버렸다"고 탄식했다(논어 술이편)고 한다. 현대의 학자들은 주역이 기원전 403년 이후 사이에 체제가 갖추어진 것으로 보고 주례를 익명의 다른 사람이 쓴 것으로 보고 있다.
주공(周公)이라는 칭호는 문공 자신이 주의 옛 땅이었던 기산(岐山)에 봉해진 데에서 유래했다는 설이 있으며, 무왕이 사망한 뒤 문공은 실제로 즉위하여 왕이 되었다가 뒤에 조카 성왕에게 왕위를 돌려주었다는 설도 있다.
주공의 묘에 대해서는 그 위치가 불확실하였으나 2004년에 중국 산시성(陝西省) 바오지시(宝鶏市)의 주공묘(周公廟) 부근에서 발견된 무덤을 주공의 것으로 보고 있다.

## 주공의 후예
주공의 맏아들 노후 백금은 노나라의 제후가 되었고, 차남 군진은 주나라에 남아 경사를 세습했다. 이외에도 범 · 형 · 모 · 작 · 채 등의 제후국이 주공의 계통이라 한다.
|  | 주공(周公) | 후임 주 평공(周平公) |